# Comuna de Chełmiec
Chełmiec (polaco: Gmina Chełmiec) é uma gminy (comuna) na Polónia, na voivodia de Pequena Polónia e no condado de Nowosądecki.
De acordo com os censos de 2004, a comuna tem 25 432 habitantes, com uma densidade 214,8 hab/km².

## Área
Estende-se por uma área de 112,01 km².